# Südtiroler Volksgruppen-Institut
Das Südtiroler Volksgruppen-Institut (SVI) ist eine Organisation in Südtirol, die sich der Volksgruppenforschung und dem Minderheitenschutz widmet.

## Geschichte
Das Südtiroler Volksgruppen-Institut wurde 1960 – vor dem Hintergrund der schwelenden Südtirolfrage – in Bozen gegründet. Hauptinitiator der zunächst „Südtiroler Wirtschafts- und Sozialinstitut“ benannten Organisation und ihr langjähriger Leiter (bis 2013) war Christoph Pan. In der Vergangenheit kooperierte das Institut mit Theodor Veiter und Felix Ermacora, so im Kontext der Erstellung der Europäischen Charta der Regional- oder Minderheitensprachen. Es ist Mitherausgeber des Periodikums Europäisches Journal für Minderheitenfragen – European Journal of Minority Studies (EJM) und gibt in unregelmäßiger Folge eine eigene Schriftenreihe heraus. Das SVI arbeitet mit zahlreichen Partnerorganisationen zusammen, u. a. mit dem Haus des Deutschen Ostens in München und der Föderalistischen Union Europäischer Nationalitäten (FUEN).

## Ziele und Aktivitäten
Das SVI verfolgt nach eigenen Angaben den Zweck, „1) die Problematik der deutschsprachigen und der ladinischen Volksgruppe in Südtirol zu untersuchen und praktische Lösungsvorschläge zu erarbeiten; 2) im Geiste der Solidarität einen Beitrag zur Lösung der Volksgruppenfrage in Europa zu leisten durch Forschung, Erfahrungsaustausch und internationale Zusammenarbeit“. Es betreibt ein „Dokumentationszentrum zum Minderheitenschutz“, verfügt über eine breite Sammlung von internationalen Dokumenten zum Minderheitenschutz und erstellt Expertisen im Sinne anwendungsorientierter Forschung.

## Finanzierung
Das SVI wird aus öffentlichen Mitteln finanziert, insbesondere mit Zuwendungen der Autonomen Region Trentino-Südtirol.

## Beurteilung
In der Literatur wird das für das SVI konstitutive Konzept der „Volksgruppe“ differenziert betrachtet. Die ethnozentrische Tradition des Instituts wurde von ihrem Gründer auch theoretisch ausformuliert. Diese gilt allerdings als essentialistisch, da sie auf ethnische Differenzen abstellt, völkisch-antiegalitäre Tendenzen aufweist und einseitig kollektivrechtlich argumentiert.